# Tiāngǒu

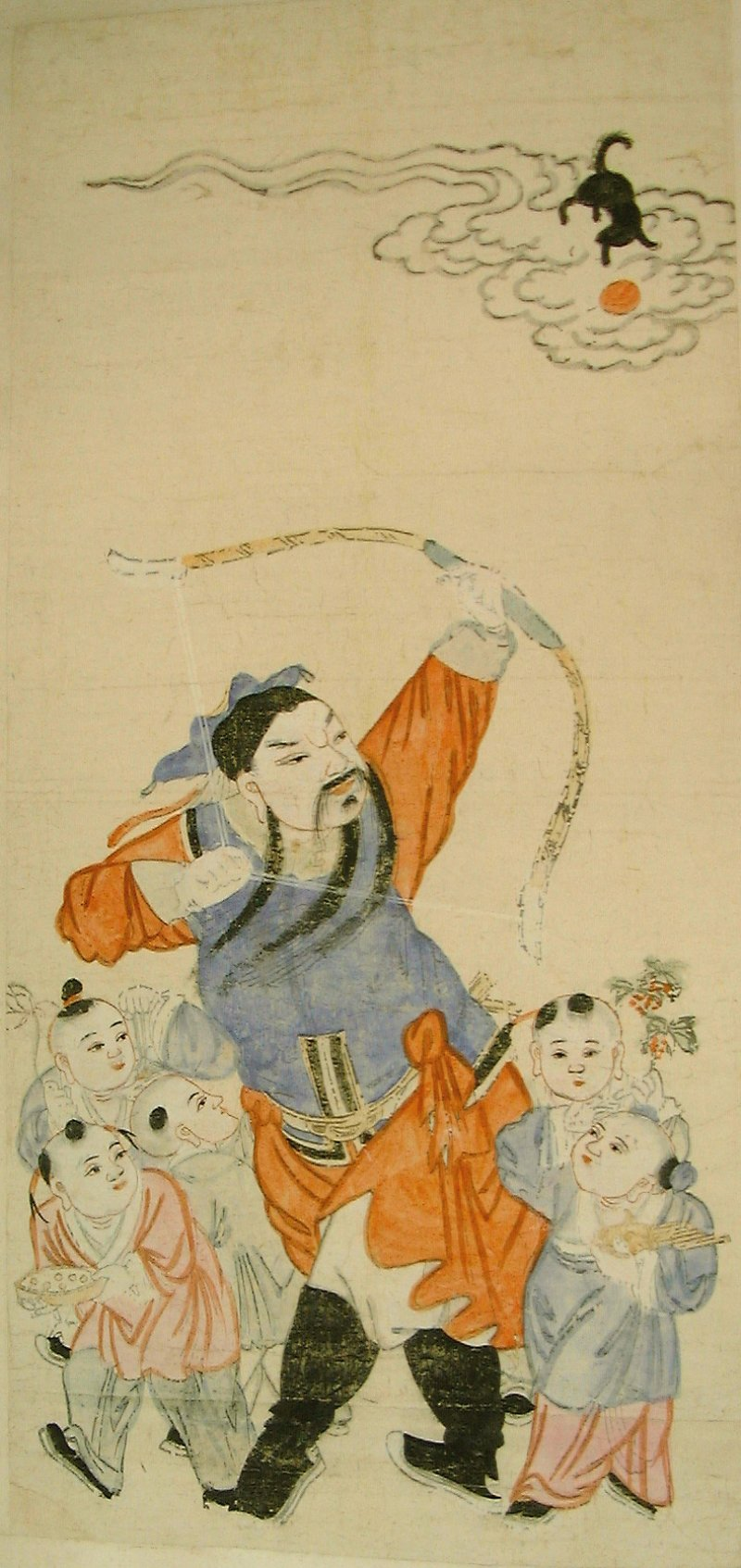
Représentation du Tiāngǒu sur une carte du nouvel an de la fin du XIX. Zhangxian (张仙) tire sur un Tiāngǒu à l'aide d'un arc

Un Tiāngǒu (chinois : 天狗 ; litt. « Chien céleste ») est, dans les légendes populaires chinoises, un animal, répertorié pour la première fois dans le Shānhǎijīng (山海经, composé entre la période des Royaumes combattants et la dynastie Han).
Ils sont également connus sous le nom japonais tengu, où ils auraient été introduits avec le bouddhisme, aux alentours du VIIe siècle.

## Tiāngǒu mange le soleil

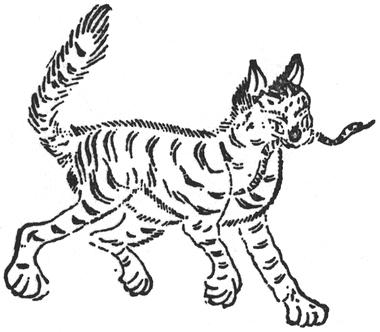
Représentation du Tiangou dans le Shanhaijing

Les astronomes chinois des temps anciens expliquaient les éclipses de soleil et de lune par l'existence d'un tiangou qui mangeait l'astre (éclipse de soleil se dit 日食, « manger le soleil » en chinois). Lorsque ces phénomènes se produisaient, les gens se réunissaient et tapaient sur des gongs et les tambours et faisaient exploser des pétards pour faire fuir le tiangou.
Une légende raconte que Houyi aurait fait tomber neuf soleils excédentaires qui provoquaient des calamités. Xiwangmu, pour le récompenser, lui offrit une poudre médicamenteuse d'immortalité qu'il devait partager avec sa femme Chang'e, mais cette dernière la consomma tout entière et s'envola seule dans les cieux. Hēi'ěr (黑耳, « oreille noire »), le chien de chasse  de Houyi, qui se trouvait justement à la porte, vit cela de ses propres yeux et se précipita alors à l'intérieur pour lécher le plus possible des restes de poudre, puis s'envola à la poursuite de Chang'e. Cette dernière, entendant les aboiements, se cacha en hâte dans l'astre lunaire, mais les poils de Hēi'ěr se dressèrent et son corps s'agrandit tant et si bien qu'il avala la lune et Chang'e avec.
L'Empereur de jade apprit immédiatement la nouvelle de Xiawangmu. Il ordonna à l'armée du ciel d'aller arrêter le chien noir, mais après qu'on l'eut attrapé, Xiwangmu reconnut le chien de chasse de Houyi. Elle lui donna alors le titre de Tiāngǒu (chien du ciel) et lui offrit la garde de la porte sud du ciel. Hēi'ěr, recevant cette faveur, vomit la lune et Chang'e, mais celle-ci resta désormais dans la lune et ne redescendit plus sur la Terre.
Une autre légende est celle qui raconte comment Zhangxian (张仙) décocha une flèche sur le Tiāngǒu qui empêchait les étoiles de tomber du ciel pour se réincarner en humains. Zhangxian, en faisant fuir Tiāngǒu, permit aux gens d'avoir des enfants, et c'est ainsi qu'il obtint sa renommée.